# Afroamericans estatunidencs al Regne Unit

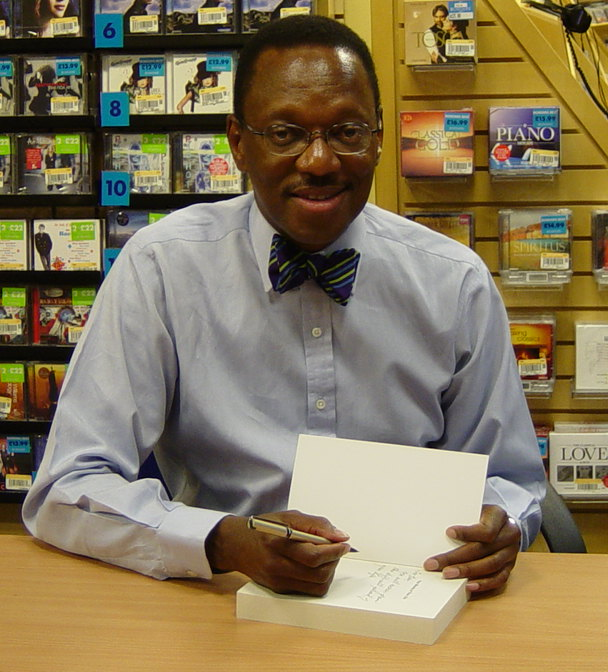
Alvin Hall

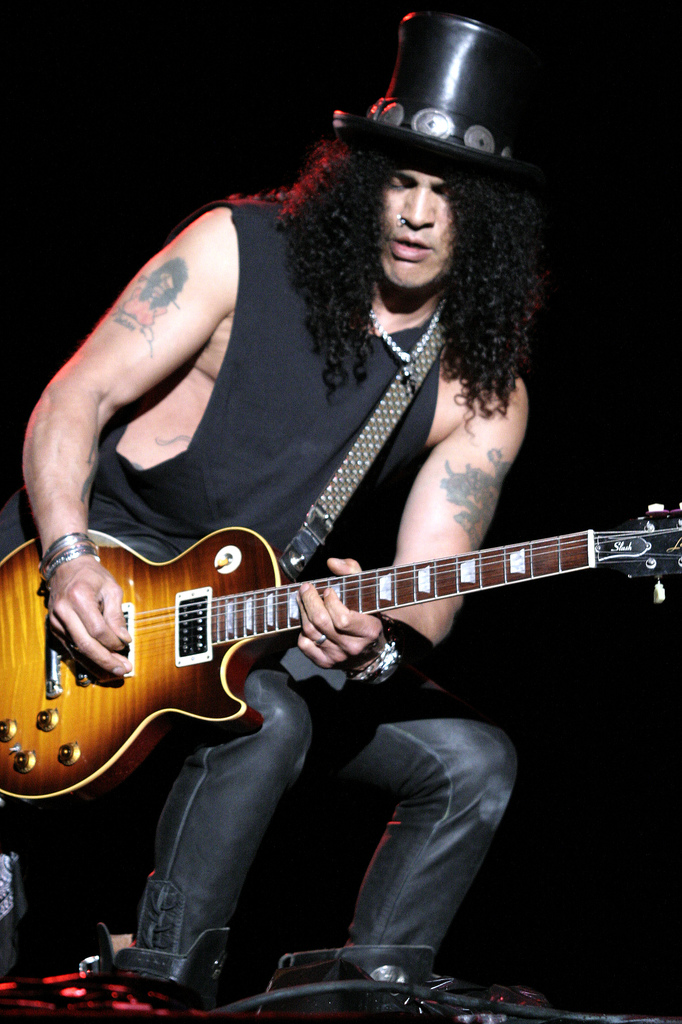
Slash

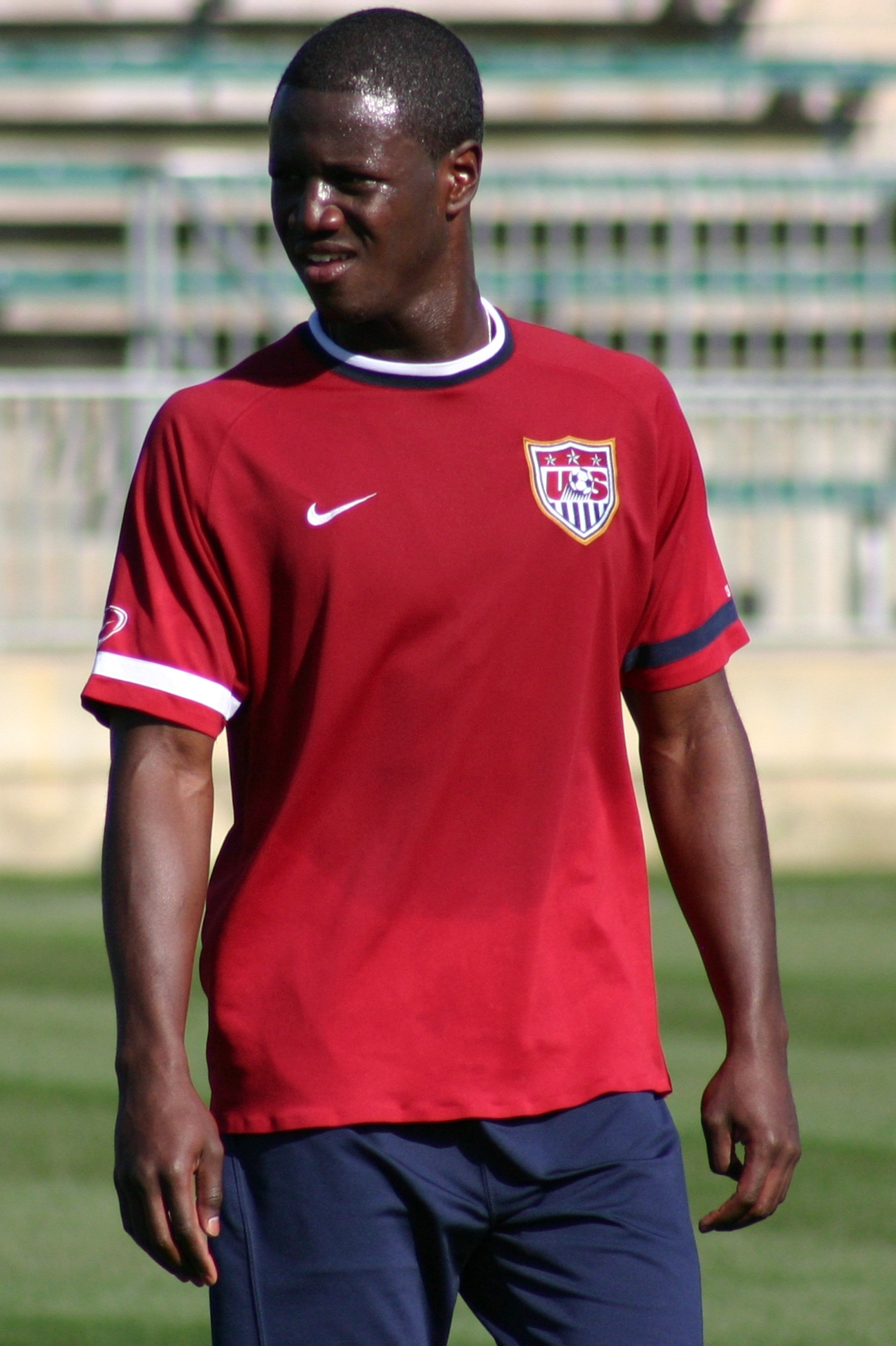
Eddie Johnson

Els afroamericans estatunidencs del Regne Unit són els afroamericans dels Estats Units que han esdevingut residents o ciutadans britànics, així com els estudiants i els treballadors temporals. La primera comunitat d'afroamericans estaunidencs important que es va establir al Regne Unit fou la formada pels soldats que van col·laborar amb l'exèrcit britànic a la Guerra d'Independència dels Estats Units.
Les regions que tenen població significativa d'afroamericans són Londres, East Anglia i el Sud-est d'Anglaterra.
Les llengües que parlen són l'anglès (britànic, americà) i l'anglès vernacle afraomericà.
Les principals religions que professen els afroamericans del Regne Unit són cristianes protestants, sobretot el baptisme i el pentecostalisme.

## Les immigracions d'afroamericans estatunidencs després de la Guerra d'Independència Americana
La immigració al Regne Unit d'afroamericans dels actuals Estats Units va començar d'hora, als finals del segle xviii. Molts van anar al Regne Unit després que no aconseguissin defensar els drets de la Corona Britànica a la Guerra d'Independència dels Estats Units. Als anys 70 del segle xvii La revolució va començar La Revolució a les tretze colònies americanes. Els britànics van prometre la llibertat als esclaus que lluitessin a favor dels seus interessos. A aquella època, els afroamericans eren un 20% de la població de les colònies estatunidenques britàniques, i l'exèrcit britànic va comptar amb 30.000 afroamericans. El regiment més important fou els Black Pioneers, que estigueren sota les ordres del General Sir Henry Clinton. Els afroamericans foren majoria en l'exèrcit britànic. Els afroamericans que van lluitar en contra dels britànics eren coneguts com els Black Patriots.
La Comissió Britànica-Americana va identificar els negres que havien ajudat els britànics i se'ls va donar "certificats de llibertat", signats pel General Birch o el General Musgrave. Els que van escollir emigrar foren evacuats en vaixell. Això va causar que entre 75.000 i 100.000 afroamericans van emigrar dels Estats Units cap a Nova Escòcia, les Bahames, Jamaica i Sierra Leone, llocs en els que van emergir comunitats d'afroamericans lliures. Per assegurar-se de què només tinguessin el certificat de llibertat als que havien participat a favor dels anglesos, es va apuntar el nom de tots els negres i de si eren esclaus o lliures, al Llibre dels Negres. entre 400 i 1000 afroamericans van emigrar a Londres, als quals, posteriorment, se'ls va donar el títol de Partidaris Negres pel seu servei a favor de l'exèrcit britànic i van formar el cor d'una primerenca comunitat negre britànica.

## Notables britànics amb ancestres o lligams afroamericans
- Alvin Hall, economista, autor i presentador.
- Damon Buffini, Executiu-Cap de la companyia Permira
- Ric Lewis, Executiu-cap de CLM Delivery Partner
- Ron Brooks, Executiu-cap de CLM Delivery Partner
- Colonel Tye, Comandant de les Brigades Negres del Segle XVII
- Sinitta, actriu i cantant
- Chaka Khan, cantant
- Errol Barnett, periodista, corresponsal
- Ira Frederick Aldridge, actor
- Dina Carroll, cantant
- Slash,guitarrista dels Velvet Revolver guitarist i els Guns N' Roses
- Oona King, política, parlamentària del Partit Laborista.
- Clint Holmes, cantautor i cantant
- Romina Johnson, cantant italiana resident a Londres
- Marsha Hunt, model, cantant, actriu i novelista
- Sheila Ferguson, cantant
- Olaudah Equiano, líder polític (disputed,[8] but modern evidence suggests South Carolina, USA as his birthplace)
- Bonnie Greer, crític literari i dramaturg
- Reginald D. Hunter, comediant
- Eddie Johnson, futbolista